# Вайтсииды

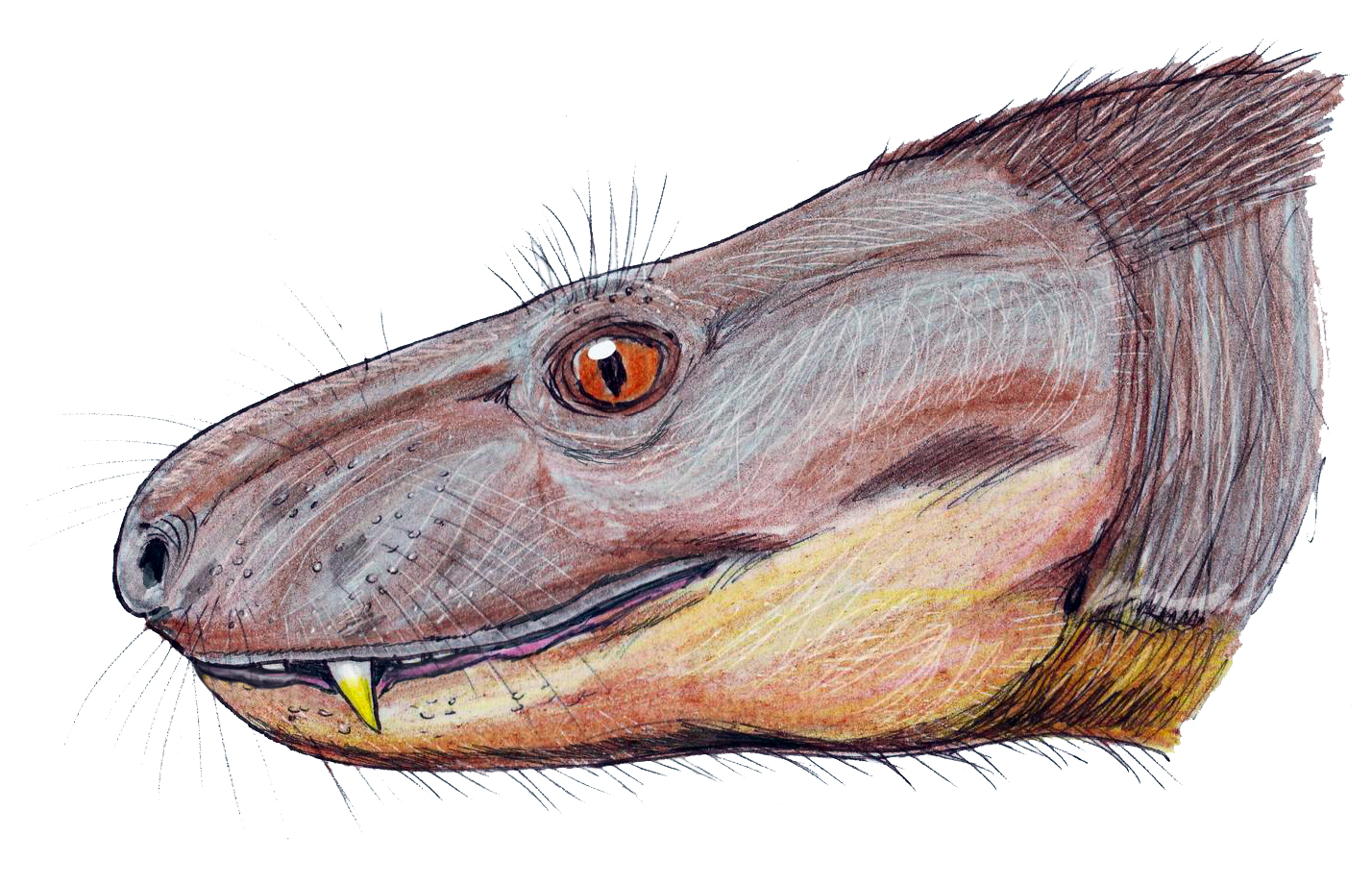
Реконструкция Moschowhaitsia vjuschkovi

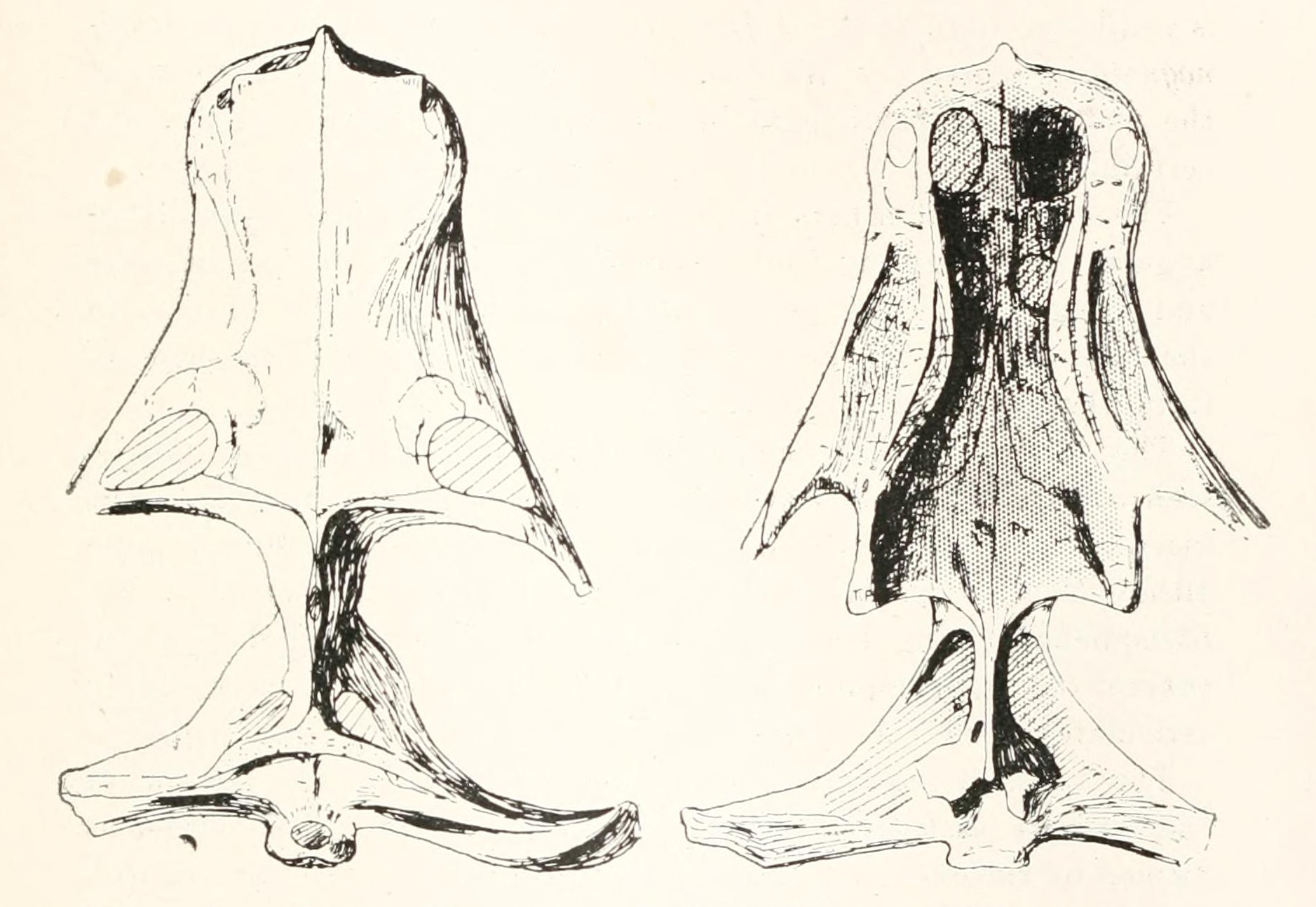
Иллюстрация 1918 года черепа Whaitsia platyceps, теперь классифицируемого как Theriognathus major.

Вайтсииды (лат. Whaitsiidae) — вымершее семейство тероцефалов.

## Описание
Вайтсииды имели низкий череп и, возможно, мягкое вторичное небо. Была особенно характерна редукция заклыковых зубов, иногда они отсутствовали. Мегавайтсия, предположительно, имела ядовитые железы на верхней челюсти, соединявшиеся с бороздчатыми верхними клыками. Посткраниальный скелет был массивным, ноги у некоторых представителей были короткие. Самые крупные имели череп до 50 см длиной.

## Классификация
- Род †Ictidochampsa
- Род †Megawhaitsia
- Род †Moschowhaitsia
- Род †Theriognathus
- Род †Dalongkoua